# Autofel·lació

Il·lustració d'un home practicant-se una autofel·lació.

L'autofel·lació és una manera de masturbació masculina que consisteix a estimular-se oralment el propi penis, llepant-lo o xuclant-lo. Pocs homes tenen el membre viril prou llarg i la flexibilitat necessària per dur a terme aquesta activitat sexual: l'Informe Kinsey assenyala que menys de l'1% dels homes són capaços de practicar-se'n una.

## Història
L'autofel·lació té una història antiga. Els arqueòlegs han trobat jeroglífics i pintures antigues que mostren homes llepant els seus propis penis. L'acadèmic David Lorton diu que molts textos antics vinculen l'autofel·lació amb la religió practicada a l'antic Egipte.